# Batalha da Floresta de Teutoburgo
A Batalha da Floresta de Teutoburgo, também chamada de Desastre de Varo, ocorreu durante o outono do ano 9 d.C. na Floresta de Teutoburgo, na atual Alemanha, perto da atual cidade de Bramsche.
Uma aliança de tribos germânicas chefiada por Armínio (em alemão Hermann), da tribo dos queruscos, emboscou e dizimou três legiões romanas, lideradas por Públio Quintílio Varo, que o consideravam até então como aliado. Como resultado a batalha estabeleceu o rio Reno como fronteira do Império Romano pelos séculos seguintes, fato que estabeleceu uma importante distância entre as culturas romana e germânica, assim como o declínio da influência romana em tribos germânicas.

## História

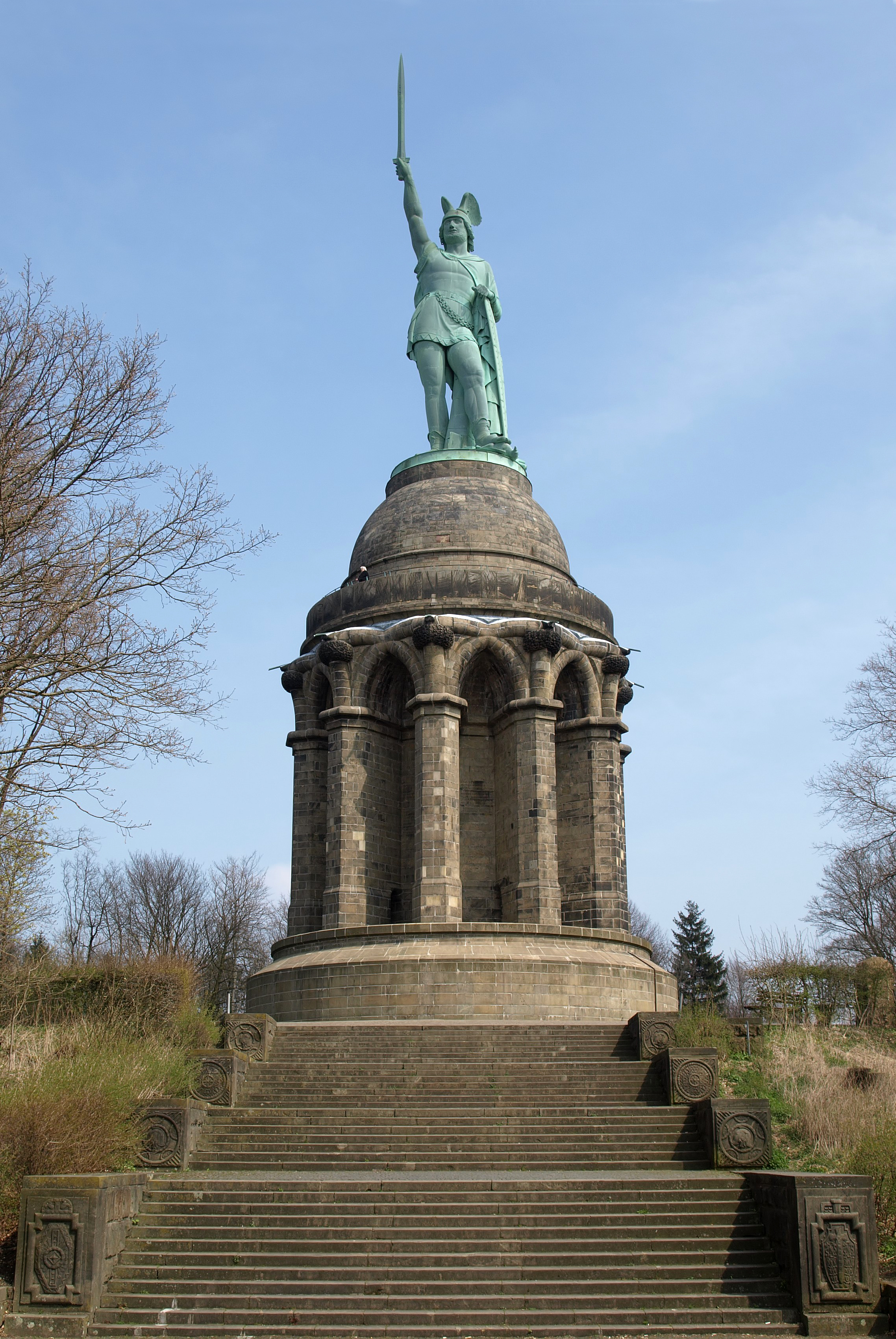
Hermannsdenkelmal: Monumento do século XIX em homenagem a Armínio na Floresta de Teutoburgo (próximo a Detmold). Hoje sabe-se que o local da batalha foi a cerca de 80 km dali, em Kalkriese

No ano 7 d.C., Públio Quintílio Varo, casado com Vipsânia Marcela, filha de Marco Vipsânio Agripa, foi nomeado governador da Germânia. Grande parte da Germânia (até ao rio Elba) estava ocupada, relativamente pacificada e submetida, por três legiões romanas: Legio XVII, Legio XVIII e Legio XIX.
Armínio, o chefe tribal germânico, que servira no exército romano e que havia ganhado a cidadania romana, avisou Varo de uma revolta germânica, a qual deveria ser suprimida o mais rápido possível. Indicou-lhe um atalho na Floresta de Teutoburgo, uma área com bosques impenetráveis, cheios de colinas e barrancos, como local ideal para combater a revolta. Um terreno, portanto, que obrigava a já heterogênea coluna romana a estirar e desordenar ainda mais as suas fileiras. No entanto, outros generais mais experientes, assim como o germano Segestes, de confiança de Varo, avisaram-no de que Armínio poderia estar planejando um ato de traição. O pouco experiente Varo não ouviu os conselhos e seguiu pela floresta indicada, onde os romanos sofreram uma emboscada e foram terrivelmente massacrados.
Mais tarde, as legiões romanas organizaram novas campanhas na Germânia sob o comando do General Tibério (futuro imperador) com o objectivo de recuperar as insígnias imperiais perdidas na Batalha de Teutoburgo, que estavam então em mãos germanas. Mas, dessa vez, a missão foi concluída com êxito.
Curiosamente, à plebe romana foi ocultado este terrível massacre que o império sofreu. Acredita-se com o intuito de não alarmar e não denegrir o poder de Roma face aos olhos do povo.

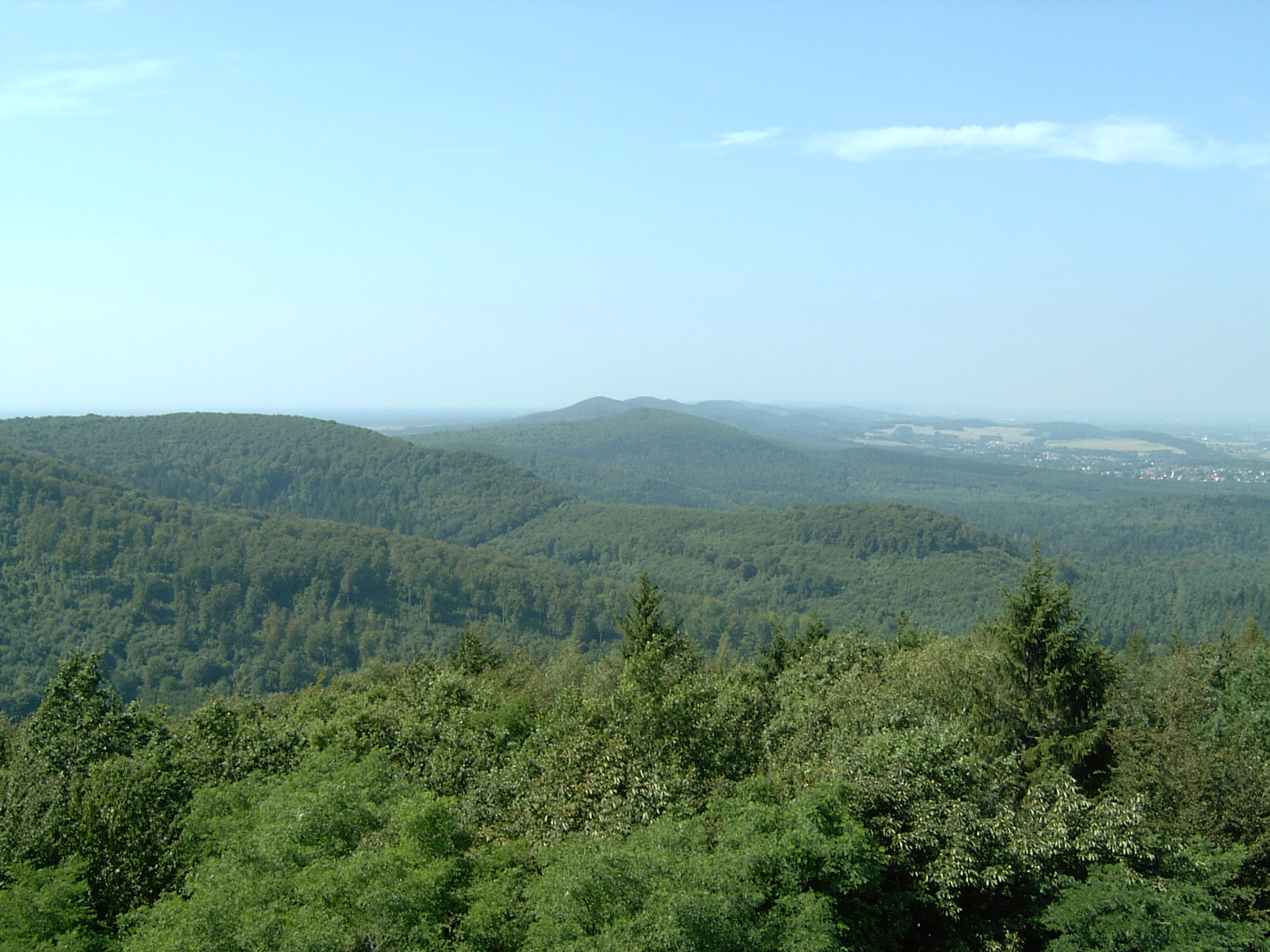
Vista do local de batalha a partir do Monumento a Armínio
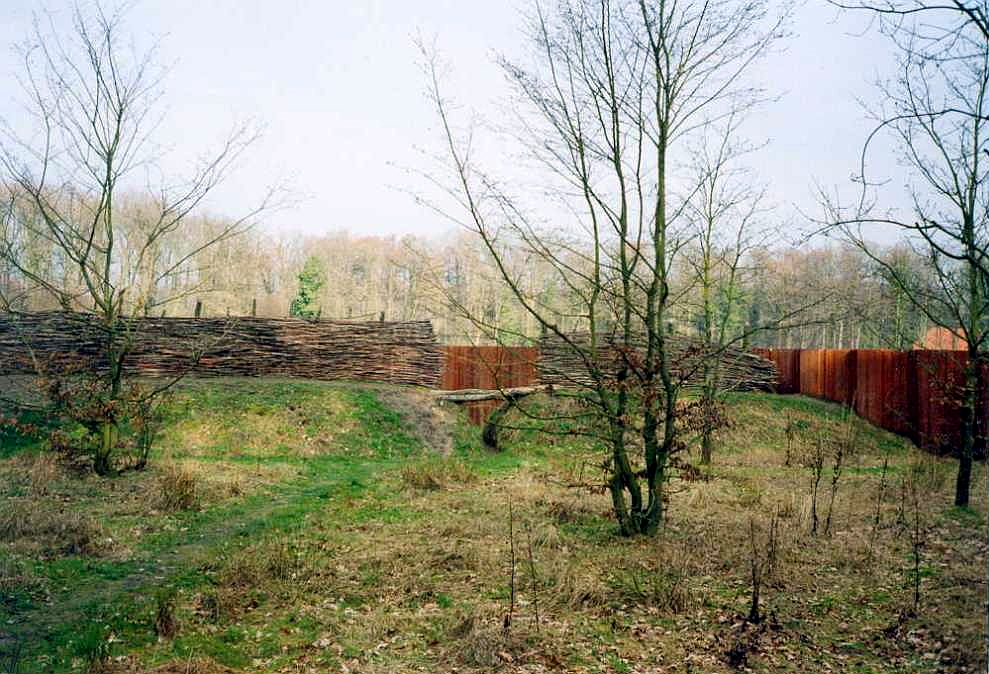
O local da batalha da Floresta de Teutoburgo (em reconstrução)